# Hadik kávéház
A Hadik kávéház  történelmi nevezetességű vendéglátóhely Budapest XI. kerületében, a Bartók Béla út 36. szám alatt.

## Története
1910-től 1940-ig működött, akkor címén a Fehérvári út 36 szám alatt, Téri Nándor nyitotta meg. Nevét a közelben lévő Hadik laktanyáról kapta. Elődjét Seemann Károly alapította, tulajdonosa utóbb Kaiser Adolf lett, aki 1922-ben vette át a kávézót. A kávéház ekkor élte fénykorát. Bár a kávéjáról az a hír járta, hogy eléggé rossz, a hely így is legendássá vált, elsősorban azoknak köszönhetően, akik ide jártak. A '20-as években megfordult itt Karinthy Frigyes, Kosztolányi Dezső, Móricz Zsigmond, Déry Tibor és még több nevezetes író, költő, művész. A tulajdonosok közé sorolható még  Somló Vilmos (1911), akitől 1918-ban Szívós Zsigmond vette meg. 
Egy 1911-es hirdetés szerint: 
"Van szerencsém a t. nyomdász uraknak tudomására adni, hogy BUDÁN, 1, Fehérvári ut 36. szám alatti Hadik-kávéházat átvettem. Kávéházamban a t. nyomdász urak árkedvezményben részesülnek, amelyre szíves figyelmüket felhívom. Kávéházam külön játékteremmel, amerikai billiárdasztalokkal és külön helyiségekkel rendelkezik. A t. nyomdász urak b. támogatását kiváló tisztelettel SOMLÓ VILMOS."
A második világháború alatt a kávéház bezárt, a helyén később többek közt cipőbolt üzemelt – és csak 2010-ben nyílt meg újra.

## Karinthy korszaka
Karinthy Frigyes és felesége, Böhm Aranka legendás alakok a Hadik életében. Itt töltötték mindennapjaikat barátaik és más szerzők társaságában. Karinthy a kávéházakban dolgozott. Munkásságát akár eszerint is csoportosítani lehet. „...szerzőnk életművének első vagy Hadik-csoportjába tartozik pl. A Capillária, Tanár úr kérem stb.; a második vagy Centrál-csoportba sorolandók pl. A Minden másképpen van, a Krisztus és Barrabás és utoljára, de nem utolsósorban – az Utazás a koponyám körül; végül a harmadik vagy New York-csoport jellegzetes művei az Így írtok ti, a Görbe tükör, a Budapesti emlék, az Együgyű ábécé és az ezekhez hasonlók. ”[forrás?] További  törzstagok: Kosztolányi Dezső és felesége, Harmos Ilona, Tóth Árpád, Füst Milán, Nagy Lajos, Heltai Jenő, Rejtő Jenő, Ascher Oszkár, Hunyady Sándor, Turcsányi Elek és mások. A kávéházban sakk-kör is működött, aminek Karinthy volt az elnöke.
Erről a korszakról, a Hadik kávéházról és köréről könyv is született Egy foglalt páholy története címen 1942-ben, melynek szerzője Németh Andor. A címbeli páholy nem színházi, hanem kávéházi páholyra utal, ami kényelmes pamlagokkal U-alakban övezett asztal, amely szükség esetén további asztalokkal és székekkel bővíthető. A páholyokat nem zárja el egymástól magas válaszfal, a terület mindenki számára áttekinthető.

## Napjainkban

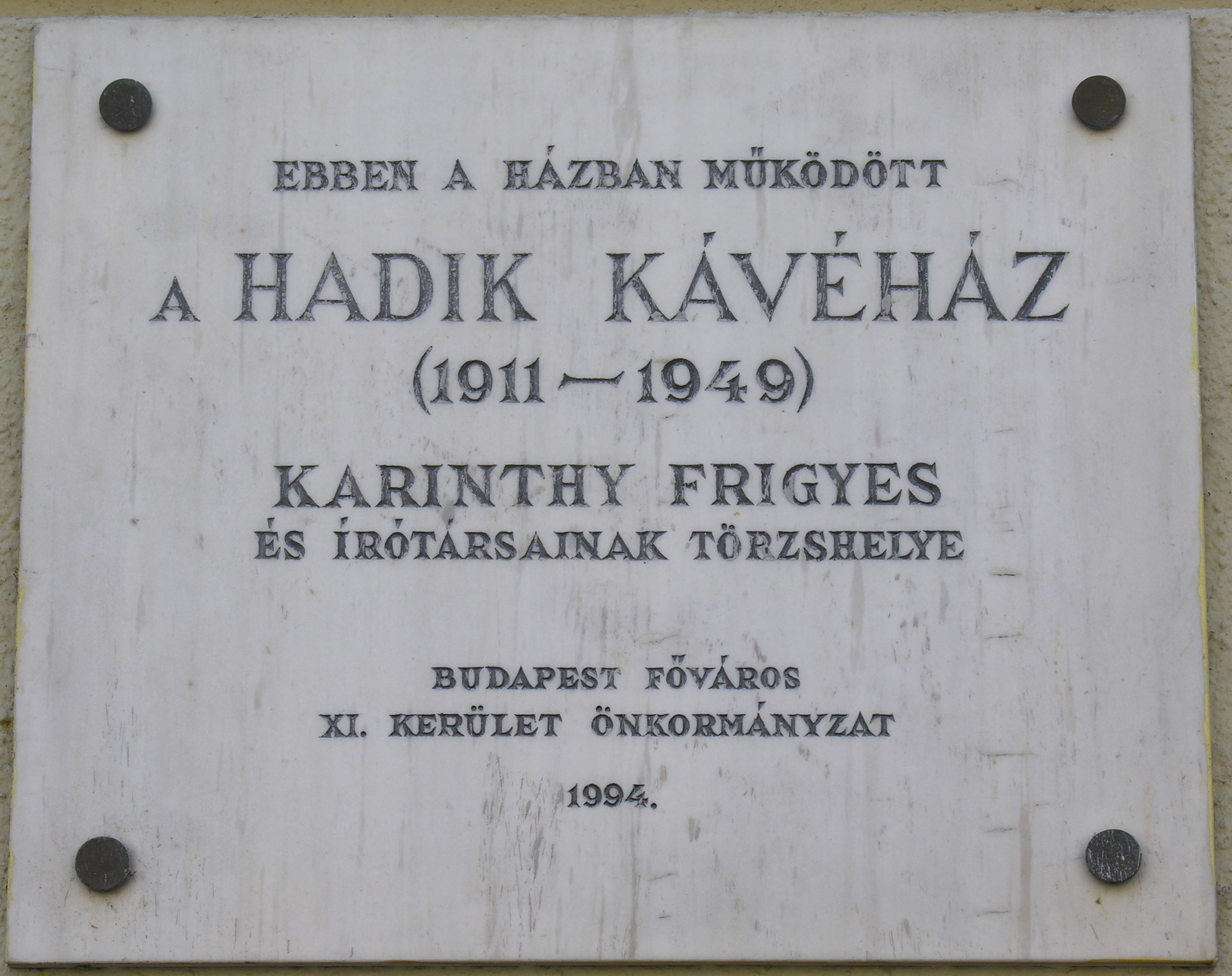
A Hadik kávéház emléktáblája

Az egykor volt Hadik Kávéházat két részre bontották, megmaradt a Hadik Kávéház és mellette a Szatyor Bár és Galéria. Karinthy Frigyes nevezte el szatyornak a Hadik pincehelyiségét, meglátva a falak gyékényborítását. "A Hadik Kávéház a maga klasszikus enteriőrével az idősebb korosztály igényeit próbálja kielégíteni, a Szatyor Bár és Galéria viszont kortárs választ kíván adni a nyolcvan évvel ezelőtti bohém világnak" – foglalta össze a két hely célját Bosznai Tibor, a létesítmények művészeti vezetője a kávéház megnyitóján 2010-ben. A bár kialakítására Babos Zsili Bertalan képzőművészt kérték fel, ő további 18 művészt vont be a munkálatokba, aminek során közösségi térré, kávéházzá formálták ezt a hatalmas teret. A Hadik kávéházban zongoraesteket, dzsesszkoncerteket, irodalmi esteket és kiállításokat tartanak. 
Az újranyitáskor, 2010-ben alakult meg a Hadik Irodalmi Szalon Juhász Anna irodalmár vezetésével (társ: Bonta Gáspár), ami egy olyan irodalmi, kulturális műhely, ahol havonta könyvek, évfordulók, irodalmi témák köré szervezve beszélgetnek a kortárs művészeti élet jelesei. A szalon 2017-ben Highlights of Hungary díjban részesült, megszűnéséig – amelyet 2019. november 2-án jelentett be Juhász Anna – a főváros egyik leglátogatottabb irodalmi sorozata volt, több tízezer vendéggel.

## Külső hivatkozások
- Hadik Kávéház
- Facebook Hadik
- Hadik Kávéház, Szatyor Bár és Galéria
- www.facebook.com/hadikszalon